# فادلو دايفيدس
فادلو دايفيدس (بالإنجليزية: Fadlu Davids)‏ (21 مايو 1981 بكيب تاون في جنوب أفريقيا - ) هو لاعب كرة قدم جنوب أفريقي في مركز الهجوم. لعب مع مانينغ رانغيرز ‏ وسانتوس وماريتزبرغ يونايتد ‏ وPSFC Chernomorets Burgas ‏ وبلاتينيوم ستارز ‏ وAvendale Athletico ‏ وMother City F.C. ‏.